# Острова Нью-Джорджия
Нью-Джорджия (Новая Георгия) (англ. New Georgia) — группа вулканических островов в западной части Тихого океана, в составе Соломоновых островов, к северо-западу от острова Гуадалканал. Принадлежат государству Соломоновы Острова и входят в состав Западной провинции страны. Население около 70 000 чел. (2009). В этнокультурном отношении относятся к Меланезии.

## География

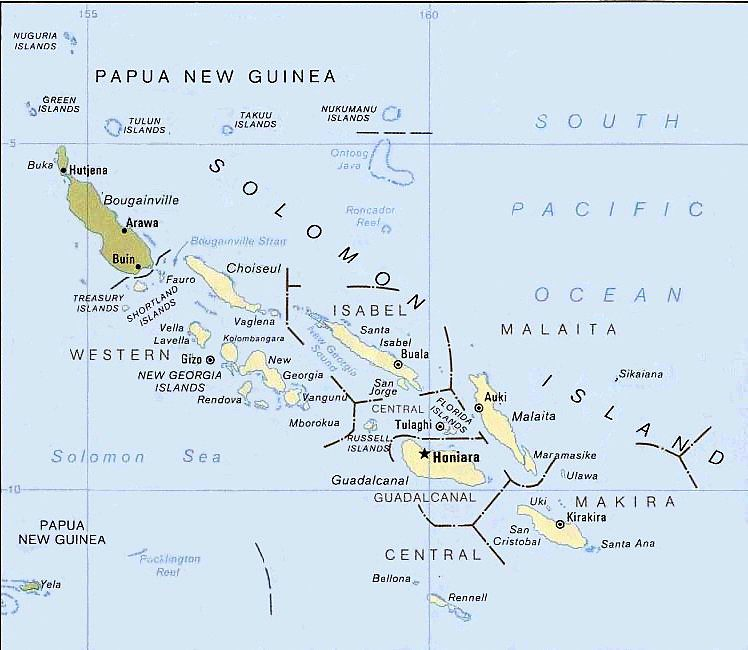
Соломоновы острова

Общая площадь 5200 км², высшая точка 813 м. Наиболее крупный остров Нью-Джорджия, другие острова Велья-Лавелья, Коломбангара, Гизо, Вангуну, Рендова и Тетепаре. Названные острова окружены коралловыми рифами. Здесь расположена самая большая лагуна с солёной водой на Земле — лагуна Марово.
Климат экваториальный (жаркий и влажный), острова покрыты влажными экваториальными лесами.

## Населённые пункты
Основные города Гизо, Мунда и Норо.

## Экономика
Выращивание кокосовой пальмы. Развито рыболовство.

## Факты
На острове Нью-Джорджия происходит действие романа Уилла Рэндалла «Остров бездельников» (Solomon Time, by Will Randall).